# A Bird Story
A Bird Story (auf Deutsch etwa: Eine Vogelgeschichte) ist ein Adventurespiel, entwickelt und veröffentlicht von Freebird Games. Es wurde im November 2014 für Windows, macOS und Linux als sogenannte Minisode veröffentlicht, die das vorherige Spiel von Freebird Games, To the Moon, mit dessen Fortsetzung, Finding Paradise verbindet.

## Gameplay
A Bird Story ist ein kurzes Videospiel, in dem der Spieler einen phantasievollen Jungen steuert, der von der Mehrheit der anderen Charaktere und während des ganzen Spiels ignoriert wird; alle Charaktere außer dem Jungen und einigen anderen haben geisterhafte Körper. Die Umgebungen im Spiel sind oft dargestellt, als wären sie eine Sammlung an Erinnerungen anstatt Echtzeit; so könnte der Spieler zum Beispiel in einem Park sein, der in einen Flur führt. In der Rezension von Kotaku wurde das Fehlen an Dialog mit dem Ausdruck „show, don’t tell“ verglichen.

## Entwicklung & Veröffentlichung
A Bird Story wurde von Freebird Games mit dem RPG Maker XP entwickelt. Die Portierung zu Linux und macOS erfolgte mit dem Open-Source-Tool MKXP. A Bird Story wurde in erster Linie als Verbindung zwischen To the Moon und der eigentlichen Fortsetzung, Finding Paradise am 5. November 2014 veröffentlicht. Es war die zweite Minisode, die zwischen der Veröffentlichung von To the Moon und der Entwicklung von Finding Paradise herauskam. Der Protagonist ist der gleiche Charakter um den es in Finding Paradise geht, wobei Gao sagte, dass Spieler A Bird Story nicht spielen müssen, um die Fortsetzung zu verstehen.

## Rezeption
A Bird Story erhielt gemischte Kritiken, mit einer Gesamtbewertung von 66 % bei Metacritic, basierend auf 18 Kritiken und einer Bewertung von 68,67 % auf GameRankings, basierend auf neun Bewertungen. Viele Kritiker verglichen dieses Spiel mit To the Moon, einem anderen Spiel von Freebird Games. Andrew Barker sagte in einer Rezension für RPGFan, dass das Spiel eine angenehme Erfahrung, aber nicht für jeden geeignet sei; das Tempo des Spiels bewege sich langsam und obwohl es eine Stunde lang ist, würde eine Erinnerung an das Spiel bleiben. Der Mangel an richtigem Gameplay wurde von vielen Kritikern kritisiert; in einem Artikel von Rock, Paper, Shotgun kritisierte John Walker die „unglaublich langsame“ Bewegungsmechanik, in einer Kotaku Rezension von Cassidee Moser, war der einzig aufgeführte Nachteil die Linearität des Gameplays und in einer Rezension von PC Gamer von Tyler Wilde wurde das Spiel als langweilig und langsam, aber dennoch sentimental beschrieben. Roger Hargreaves von der britischen Zeitung Metro sagte, dass es nach dem Erfolg von To the Moon eine riesige Enttäuschung sei. Die Vorhersehbarkeit der Handlung wurde auch von Hargreaves zusammen mit anderen Kritikern wie Christian Donlan von Eurogamer kritisiert.